# Arianne Caoili
Arianne Caoili (* 22. Dezember 1986 in Manila, Philippinen; † 30. März 2020 in Jerewan, Armenien) war eine australische Schachspielerin.

## Leben und Karriere

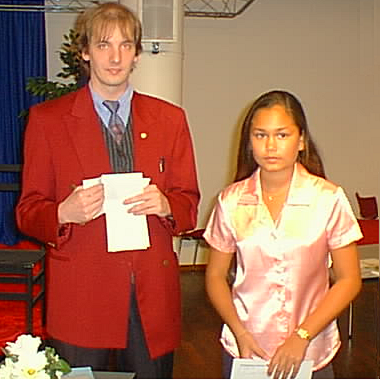
Turnierleiter Christian Goldschmidt und Caoili bei den Dortmunder Schachtagen 2001

Die Tochter einer australisch-niederländischen Mutter und eines philippinischen Vaters erlernte das Schachspiel mit sechs Jahren und begann mit neun Jahren an internationalen Turnieren teilzunehmen. Im Jahre 1999 gewann Caoili die nationalen Damenmeisterschaften der Philippinen. Im Jahr 2000 wurde sie zudem Siegerin der unter 16-Jährigen bei den Asien-Meisterschaften in Bagac.
Bei den Dortmunder Schachtagen 2001 spielte Caoili im Open A – welches der Ungar Zoltán Varga gewann – und wurde beste Dame unter 109 Teilnehmern. Unter elf Männern belegte sie 2002 mit 8 Punkten aus 11 Partien den dritten Platz bei den Australian Masters, einem Rundenturnier der Kategorie II. Im selben Jahr erhielt sie den Titel Internationaler Meister der Frauen (WIM). Im Juni 2009 gewann sie mit 8 Punkten aus 9 Runden das Zonenturnier von Ozeanien der Frauen.
Zwischen 2000 und 2012 nahm Caoili regelmäßig an Schacholympiaden teil: 2000 und 2002 für die philippinische Frauennationalmannschaft am ersten Brett; für das australische Damenteam 2004, 2006, 2008, 2010 und 2012.
Caoili hatte zwei Normen für den Großmeistertitel der Frauen erspielt. In der australischen Frauenrangliste war sie als inaktiv geführt, da sie nach dem Tata-Steel-Schachturnier in Wijk aan Zee im Januar 2014 keine Elo-gewertete Partien mehr gespielt hatte.
Am 30. September 2017 heiratete Caoili den armenischen Schachgroßmeister Lewon Aronjan. Ehrengast der Hochzeit war der damalige armenische Staatspräsident Sersch Sargsjan. Am 30. März 2020 starb sie im Alter von 33 Jahren an den Folgen eines Verkehrsunfalls in Jerewan.

## Beispielpartie
|   | a | b | c | d | e | f | g | h |   |
| 8 |   |   |   |   |   |   |   |   | 8 |
| 7 |   |   |   |   |   |   |   |   | 7 |
| 6 |   |   |   |   |   |   |   |   | 6 |
| 5 |   |   |   |   |   |   |   |   | 5 |
| 4 |   |   |   |   |   |   |   |   | 4 |
| 3 |   |   |   |   |   |   |   |   | 3 |
| 2 |   |   |   |   |   |   |   |   | 2 |
| 1 |   |   |   |   |   |   |   |   | 1 |
|   | a | b | c | d | e | f | g | h |   |

Stellung nach 37. Dd1–g4
Beim internationalen Open von Málaga gelang Caoili im Alter von 13 Jahren ein überraschender Erfolg gegen den russischen Großmeister Wladimir Jepischin, der im Jahr 2000 mit einer Elo-Zahl von 2667 zu den besten Spielern der Welt gehörte. In der vierten Runde kam es zur abgebildeten Stellung, in der Jepischin – mit den schwarzen Figuren spielend – ein schwerer Fehler unterlief: Er schlug mit seiner Dame den Bauern auf d4, der zwar durch die weiße Dame auf g4 gedeckt ist; er vertraute aber auf den taktischen Witz 38. … Sc3–e2+ (Springergabel), der die Dame mit Mehrbauer zurückgewinnen sollte. Nach 37. … Db6xd4 konterte Caoili ihrerseits mit der Springergabel 38. Se3–f5+, wonach die schwarze Dame verloren geht. Jepischin gab auf.

## Verschiedenes
- Caoili hielt einen Doktortitel. Ihre Arbeit über die russische Außenpolitik – unter besonderer Berücksichtigung der wirtschaftlichen Beziehungen zu Armenien – verfasste sie an der Berliner Hertie School.[9][10]
- Caoili war als Unternehmensberaterin und Journalistin tätig. Sie gab die armenische Zeitung Champord heraus und war Geschäftsführerin des Spirituosenvertriebs 40 Degrees.
- Caoili tanzte 2006 in der australischen Tanzwettbewerbsshow Dancing with the Stars (deutsches Format: Let’s Dance) als Prominente an der Seite des Tänzers Carmelo Pizzino; das Paar wurde Zweiter. Bei der australischen Ausgabe von Deal or No Deal gewann sie für einen Zuschauer zu Hause ein Auto.[11]
- Caoili veröffentlichte am 31. Januar 2018 als Arianne eine EP unter dem Titel Hold On.
- Caoili unternahm im September 2018 eine zweiwöchige Fahrradtour von der Türkei bis nach Armenien, um Spenden für die Hilfsorganisation Children of Armenia zu sammeln.[12]